# Christianity Today
Christianity Today est un magazine mensuel d'information et de réflexion chrétien évangélique, basé à Carol Stream, dans la banlieue de Chicago, dans le comté de DuPage, en Illinois, aux États-Unis.  Sa première publication remonte à 1956.

## Historique
Le magazine est fondé en 1956 par le pasteur baptiste Billy Graham avec l'aide de John Howard Pew, un directeur de compagnie pétrolière,,,,.  Le premier rédacteur en chef a été le théologien évangélique Carl F. H. Henry. En 1975, le journaliste Harold Myra est devenu président du magazine et a opté pour le développement d'un groupe de magazines divers, favorisant la fondation ou l'acquisition de plusieurs magazines dans les années 1980 et 1990, dont "Leadership" en 1980 . En 2008, son site web attirait 11,8 millions de visiteurs par mois .
En 2022, le théologien baptiste Russell D. Moore a été nommé rédacteur en chef du magazine .